# Aleksandr Warłamow (1904–1990)
Aleksandr Władimirowicz Warłamow (ros. Алекса́ндр Влади́мирович Варла́мов; ur. 6 czerwca?/19 czerwca 1904 w Simbirsku, zm. 19 sierpnia 1990 w Moskwie) – rosyjski kompozytor. Zasłużony Działacz Sztuk RFSRR.
Pochowany na Cmentarzu Domodiedowskim w Moskwie.

## Wybrana muzyka filmowa

### Filmy fabularne
- 1939: Stiepan Razin[3]
- 1941: Poszukiwacze złota[4]

### Filmy animowane
- 1962: Dzikie łabędzie
- 1964: Gol! Gol!
- 1967: Hej-hop! Hej-hop!
- 1969: Kapryśna królewna
- 1971: Przygody młodych pionierów